# Liste des écoles d'art aux Pays-Bas
Cette liste d'écoles d'art aux Pays-Bas n'est pas exhaustive et est avant tout informative.
- Academie Beeldende Kunsten Maastricht
- Academie voor Beeldende Kunst en Vormgeving "Sint Joost", Breda et Bois-le-Duc
- Amsterdamse Hogeschool voor de Kunsten
- AKI Academie Beeldende Kunst & Vormgeving, Enschede
- ArtEZ, Arnhem, Enschede et Zwolle
- Fontys Hogeschool voor de Kunsten
- Gerrit Rietveld Academie, Amsterdam
- Sandberg Institut (Mastère de la Gerrit Rietveld Academie), Amsterdam
- Hanze Hogeschool Groningen, Faculteit der Kunsten Academie Minerva
- Hogeschool voor de Kunsten Utrecht
- Hogeschool voor Muziek en Dans Rotterdam
- Koninklijke Academie voor Beeldende Kunsten
- Stichting DasArts
- Studio ST&M - School voor Stem, Theater en Muziek
- Willem de Kooning Academie Hogeschool Rotterdam, Rotterdam
- Piet Zwart Instituut (Mastère de la Willem de Kooning Academie), Rotterdam